# Brighton Rock
«Brighton Rock» (укр. «Брайтонський рок») — перша пісня з третього студійного альбому британського рок-гурту «Queen» «Sheer Heart Attack» 1974 року. Відома завдяки тривалій гітарній інтерлюдії, яку виконували на концертах «Queen» протягом усього існування гурту і яку написали ще в 1960-х для пісні «Blag» гурту «Smile», до якого входили Браян Мей і Роджер Тейлор.

## Історія
Пісню написав гітарист Браян Мей і вона спочатку мала увійти до другого альбому студійного альбому «Queen II», проте не була вчасно завершена. Назва композиції неодноразово змінювалося, відомі колишні варіанти: «Happy Little Fuck», «Happy Little Day», «Blackpool Rock», «Bognor Ballad», «Southend Sea Scout», «Skiffle Rock» і «Herne Bay». За словами архіваріуса «Queen» Грега Брукса, імовірним «винуватцем» деяких заголовків був звукорежисер Майк Стоун, остаточна ж назва сформувалася під час роботи над піснею. Вступні звуки (карусель) були взяті гуртом зі спеціального альбому ефектів, створеного Джеком Хольцманом. За словами Мея, в студії не знали, що цей запис був запозичений, але він вважає, що противитися тому ніхто б не став.
На фанатської конвенції «Queen», що пройшла в Нідерландах, була представлена рання демоверсія («Happy Little Fuck»). Велика частина тексту в цій версії ще зімпровізована, але вже сформована остаточна структура пісні.

## Структура пісні
Пісня починається зі звуків каруселі, які тривають до 30-ї секунди, а на 15 секунді починає вступати гітара. Гітарні партії досить швидкі і можуть вважатися зразком раннього спід-метала. На 0:32 починаються вокальні партії. Фредді Мерк'юрі спочатку співає жіночу партію на дуже високих нотах, партія закінчується на 0:53, а з 0:45 голос поступово переходить з високого фальцету на баритон. Далі баритоном виконують чоловічу партію (до 1:03) і знову голос переходить на фальцет і знову йде жіноча партія (до 1:18, з 1:11 голос плавно переходить на баритон). З 1:19 до 1:35 йде «загальна» партія, в якій накладаються записи виконання строфи фальцетом і баритоном. Далі йдуть гітарні рифи власне «Brighton Rock», на 1:44 переходять у гітарні соло.
Спочатку гітарне соло виконують ще швидше за основну гітарну партію, проте на 2:35 швидкість знижується, через кілька секунд знову трохи прискорюючись (не досягаючи колишньої швидкості, і на 3:10 остаточно знижується. Потім соло триває на середній швидкості, з 4:20 різко прискорюється і закінчується, переходячи в основну мелодію. На 4:24 починаються відчутні гітарні партії власне «Brighton Rock». На 4:27 соло закінчується.
На 4:34 знову вступає вокал. Мерк'юрі тим же фальцетом виконує жіночу партію, яка закінчується на 04:40. До 4:46 баритоном виконують чоловічу партію, на цьому вокальні партії закінчуються. Пісня завершується гітарним програшем.

## Назва пісні
«Brighton Rock» — це назва льодяника, поширеного на британському курорті Брайтон. Також це словосполучення — назва роману Грема Гріна.

## Тематика пісні
Тематика «Brighton Rock» витримана в стилі всього альбому. Вона, як і інші пісні з «Sheer Heart Attack», має частку цинізму, при цьому обігруючи ситуацію з гумором.
У пісні співається про побачення молодої пари закоханих — Джиммі і Дженні в державне свято (англ. «Jimmy went away Met his little Jenny on a public holiday), проте Дженні боїться, що про це дізнається її мати, і йде з побачення. Ця дія розгортається в перших двох куплетах. У третьому («Загальному») стверджується, що «любов ще дихає» (англ. «love is breathing still») і що маленькі люди будуть чарівними, якщо і ти захочеш (англ. «a little people magic if you will»), що означає, що Джиммі домігся свого. В кінці ж Дженні звертається до Джиммі, «пише листи кожен день» (англ. «writes a letter everyday»), про те, що вони «повинні бути завжди разом», «ніщо не може зруйнувати її любов» (англ. «We must ever be together, nothing can my love erase»), проте Джиммі просить вибачення і каже, що боїться, «якщо його дружина дізнається, як він провів вихідні» (англ. «I must apologise If my lady should discover how I spent my holidays»).
В цілому така історія цілком відповідає альбому, зокрема, пісням «Killer Queen» і «Flick of the Wrist», в яких співається про людську продажність, «Stone Cold Crazy», що обіграє ситуацію з гумором, «Misfire», в якій співається про любов, що дала осічку, «In the Lap of the Gods» і «In the Lap of the Gods… Revisited», присвячених темі паразитування.

## У театрі
У 1997 році хореограф Моріс Бежар використовував гітарне соло Браяна Мея з цієї пісні у своєму балеті «Будинок священника».

## Музиканти
- Фредді Мерк'юрі — головний і бек-вокал
- Браян Мей — гітари, бек-вокал
- Джон Дікон — бас-гітара
- Роджер Тейлор — ударні, бек-вокал